# Bangalaia maublanci
Bangalaia maublanci är en skalbaggsart som beskrevs av Jean François Villiers 1938. Bangalaia maublanci ingår i släktet Bangalaia och familjen långhorningar.
Artens utbredningsområde är Gabon. Inga underarter finns listade.